# Центральный банк Либерии
Центральный банк Либерии (англ. Central Bank of Liberia) — центральный банк Республики Либерия.

## История
В колониальный период в обращении использовался доллар США. Кроме американских, использовались и местные денежные знаки — Колониального агента в Монровии (в центах), Американского колонизационного общества (в долларах и центах), Колонизационного общества штата Мэриленд (в долларах и центах).
1 января 1944 года введён либерийский доллар, равный доллару США. Функции центрального банка выполнял Банк Монровии, принадлежавший Первому национальному городскому банку Нью-Йорка. Через банк выпускались в обращение банкноты и монеты США. Выпуск в обращение либерийских монет осуществлялся казначейством, банкноты в либерийских долларах не выпускались.
В 1974 году создан Национальный банк Либерии, начавший операции в июле 1974 года. В 1991 году Национальный банк Либерии начал выпуск банкнот.
18 октября 1999 года создан Центральный банк Либерии, начавший операции в 2000 году. Национальный банк Либерии был ликвидирован.